# Parasyntormon hinnulus
Parasyntormon hinnulus är en tvåvingeart som beskrevs av Wheeler 1899. Parasyntormon hinnulus ingår i släktet Parasyntormon och familjen styltflugor.
Artens utbredningsområde är Wyoming. Inga underarter finns listade i Catalogue of Life.